# Коломенский тракт
Коломенский тракт, или Коломенка, или Коломенская дорога — многозначный термин. Существовало несколько дорог с таким названием.

## Коломна — Павловский Посад
Старинная грунтовая дорога, связывающая город Коломну и город Павловский Посад (Вохну). Обозначен на карте Богородского уезда XIX века. Другая дорога с таким же названием соединяла Москву и Коломну. Краевед А. Симонов предполагает, что сухопутный путь из Коломны в Вохну (Охну) (нынешний город Павловский Посад) уже существовал в XIV веке и легко угадывается в Коломенском тракте XIX века.
Рогожский летописец свидетельствует, что в 1377 году на русскую митрополию своевольно пришёл некий Пимен. Великий князь Дмитрий Иванович велел, не пуская его в Москву, арестовать в Коломне и далее этапировать, минуя Москву, в Чухлому. Вот как об этом пишется в Продолжении по Воскресенскому списку: «В лето 6885 (1377). По седми же месяцех прихода его (Киприана), прииде весть яко Пимен иде из Царьграда на Русь митрополитом, князь же великий посла противу, и егда бысть на Коломне, и ту разведоша от него вся сущая люди, бывшая с ним, и снявши с него клобук белый, и весь сан митрополичьский отъяша от него, и приставиши к нему Ивана сына Григорьева Чюрилова, нарицаемого Драницу, и поведоша Пимена в заточение с Коломны на Охну, не замаа Москвы, и оттоле к Переславлю, также к Ростову и к Костроме и к Галичу; приведе же его на Чухлому, ту и посадиша его…».
Также А. Симонов предполагает, что косвенным указанием на наличие дороги между Переславлем и Коломной является сообщение Рогожской летописи 1361 года: «А преже того был мор в Новогоде в Нижнем, а пришед снизу, от Бездежа в Новгород в Нижний, а оттоле на Коломну, а с Коломны на другое же лето в Переславль, а от Переславля на другое лето на Москву».

## Коломна — Москва
Из древних грунтовых дорог, ведших из Москвы в Коломну, известны три. Так, согласно древним сочинениям о Мамаевом побоище, явствует, что русские рати из Москвы двигались по указанию великого князя Дмитрия Ивановича на сборное место в Коломну тремя дорогами: Болвановской, Бращевской и Котловской. Дороги, выводящие к Коломне, представляли собой не что иное, как начальный участок главного Рязанского магистрального грунтового пути; все они, подобно нескольким руслам большой реки, отходили несколько в разных направлениях от Коломны к Москве, образуя как бы своеобразную дорожную дельту.
На карте «План Царствующаго Града Москвы с показанием лежащих мест на тритцать верст округ» 1766 года Коломенская дорога проходит из Москвы через населённые пункты Выхино, Люберцы, Жилино, Островец, Селцы и другие. В районе деревни Люберцы от Коломенской дороги отходила Касимовская дорога.

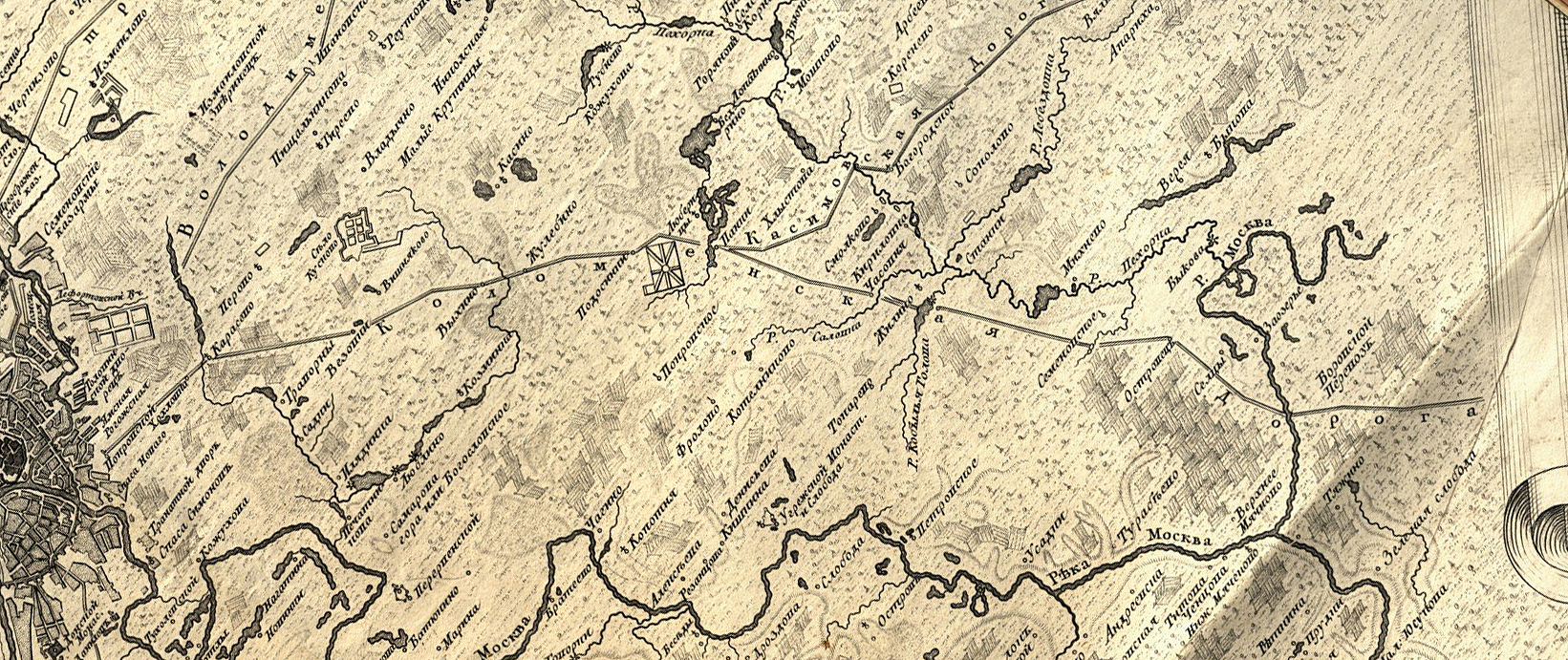
Коломенская дорога. План Царствующаго Града Москвы с показанием лежащих мест на тритцать верст округ. 1766 год

## Владимир — Егорьевск
Дорога из Владимира в Егорьевск, Рязанской губернии на территории Владимирской губернии проходила по уездам Покровскому и Владимирскому. Она отделялась от шоссе Владимир — Москва у села Ундол и до пересечения с рекой Клязьма шла по открытой и ровной местности, а перейдя реку входит в леса которые тянутся до границы с Рязанской губернией. Лесной участок дороги низменный и болотистый на значительном протяжении был устлан накатами брёвен. Переправа через Клязьму осуществлялась посредством парома, а в весеннее время когда река разливалась до 9 вёрст в ширину на дощаниках. 
Дорога считалась большим торговым трактом. По ней перемещались обозы (преимущественно зимой) с хлебом, овсом и сеном в города Владимир, Покров и другие места на еженедельные базары.